# Thiomargarita namibiensis
Thiomargarita namibiensis é uma espécie de bactéria cocóide gram negativa da família Thiotrichaceae. A espécie foi descoberta em sedimentos oceânicos na plataforma continental da Namíbia em 1997, sendo descrita somente em 1999. É a maior bactéria já descrita, superando a Epulopiscium fishelsoni, até então considerada a maior já descrita. T. namibiensis pode ser visualizada a olho nu, atingindo até cerca de 750 μm (0,75 mm) de comprimento e 0,1 a 0,3 mm de largura.
É a única espécie descrita para o gênero Thiomargarita, entretanto, em 2005 cepas descobertas no Golfo do México demonstraram estar relacionadas com a T. namibiensis.

## Metabolismo
É um organismo que utiliza-se de compostos inorgânicos para obtenção e conservação de energia. A oxidação destes compostos gera energia suficiente para a produção de ATP. Pesquisas recentes mostraram que esta bactéria é anaeróbica facultativa. T. namibiensis é séssil.

## Modificação de conceitos
Com as descobertas de Thiomargarita namibiensis, tornou-se impreciso falar que a microbiologia se dedica ao estudo de organismos de proporções micrométricas. Por isso, a microbiologia é dita como o estudo dos microrganismos em geral, incluídos os todos procariontes, eucariontes unicelulares e os vírus.
Durante muito tempo se acreditou que o tamanho das bactérias era limitado pelo seu próprio metabolismo, pois se a bactéria aumentasse muito em tamanho, a área superficial da membrana citoplasmática seria o fator limitante para a eficiência das trocas com o meio externo, e ela seria incapaz de se manter viável e morreria. Assim, se uma bactéria começasse a crescer, aumentando seu volume, a proporção área/volume diminuiria, pois cálculos geométricos nos permitem saber que quando uma esfera aumenta de volume, a sua superfície não aumenta proporcionalmente. Isto faria com que a célula passasse a apresentar um volume muito grande, e sua área superficial seria insuficiente para administrar todas as trocas necessárias através da membrana plasmática.
A partir dos isolados das bactérias “gigantes”, a ideia da limitação do tamanho bacteriano vem sendo abandonada, pois não há mais como questionar a existência e viabilidade de grandes bactérias.
Uma das explicações mais prováveis para o tamanho desta bactéria reside na presença de grandes mesossomos em sua célula, refutando assim a hipótese de que tais estruturas seriam meros artefatos de microscopia. Novos estudos vêm sendo realizados, trazendo informações sobre estratégias evolutivas desenvolvidas pelos microrganismos para que sobrevivam, quando apresentam dimensões extremamente maiores que os microrganismos "convencionais".